# O Irlandês
The Irishman (bra/prt: O Irlandês) é um filme americano de 2019 do gênero drama biográfico-policial, dirigido por Martin Scorsese, com roteiro de Steven Zaillian baseado no livro de memórias I Heard You Paint Houses, do investigador e advogado Charles Brandt.
The Irishman relata a história de Frank "The Irishman" Sheeran, sindicalista ligado ao crime organizado que, pouco antes de morrer, em 2003, confessou ter assassinado o líder sindical Jimmy Hoffa, desaparecido em 1975. 
Estrelado por Robert De Niro, Al Pacino e Joe Pesci, o filme segue a história de Sheeran enquanto ele relata seus supostos trabalhos como mercenário para a família criminosa Bufalino. É a nona colaboração entre De Niro e Scorsese, sendo a primeira desde Casino, em 1995; o quarto filme a estrelar De Niro e Pacino (após The Godfather Part II, Heat e Righteous Kill); o quinto a estrelar De Niro e Pesci (após Raging Bull, Once Upon a Time in America, Goodfellas e Casino); o primeiro a estrelar Pacino e Pesci juntos; e a primeira vez em que Scorsese dirige Pacino.

## Premissa
O Irlandês conta a história de Frank "The Irishman" Sheeran, um sindicalista e veterano da Segunda Guerra Mundial que se torna num assassino a soldo para a máfia. Agora velho, Sheeran começa a refletir sobre os eventos que definiram a sua carreira no mundo do crime organizado, no seu envolvimento com a família Bufalino, e nas suas escolhas e acções que tiveram um papel decisivo no desaparecimento do seu amigo de longa data, o líder trabalhista Jimmy Hoffa.

## Elenco
- Robert De Niro como Frank "Irlandês" Sheeran
- Al Pacino como Jimmy Hoffa
- Joe Pesci como Russell Bufalino
- Harvey Keitel como Angelo Bruno
- Bobby Cannavale como Felix "Navalha Fina" DiTullio
- Stephen Graham como Anthony Provenzano
- Kathrine Narducci como Carrie Bufalino
- Domenick Lombardozzi como Anthony Salerno
- Anna Paquin como Peggy Sheeran
- Sebastian Maniscalco como Joseph "Crazy Joe" Gallo
- Ray Romano como Bill Bufalino
- Jeremy Luke como Thomas Andretta
- Jesse Plemons como Chuckie O'Brien
- Stephanie Kurtzuba como Irene Sheeran
- Aleksa Palladino como Mary Sheeran
- India Ennenga como Dolores Sheeran
- J.C. MacKenzie como Jimmy Neal
- Gary Basaraba como Frank Fitzsimmons
- Jim Norton como Don Rickles
- Larry Romano como Phil Testa
- Jake Hoffman como Allen Dorfman
- Patrick Gallo como Anthony Giacalone
- Barry Primus como Ewing King
- Jack Huston como Robert F. Kennedy

## Produção

### Desenvolvimento

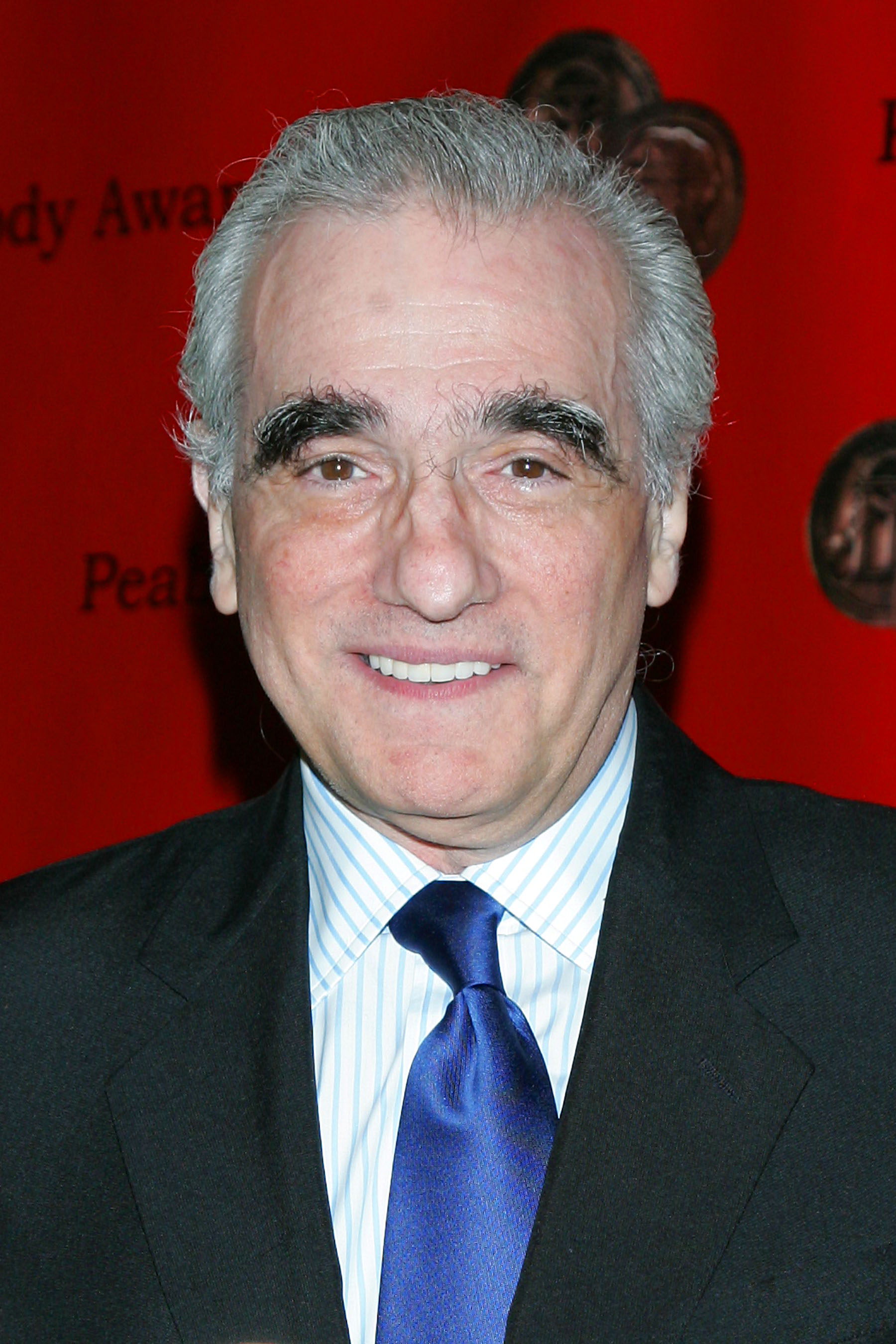
Martin Scorsese (foto de 2006), realizador e produtor do filme.

Após terminar as filmagens de The Departed (no Brasil, Os Infiltrados; em Portugal, The Departed – Entre Inimigos), com Leonardo DiCaprio, Matt Damon, Jack Nicholson, Mark Wahlberg e Martin Sheen, em 2006, o realizador Martin Scorsese revelou que estaria interessado em dirigir no futuro uma adaptação cinematográfica do livro "I Heard You Paint Houses", de Charles Brandt, com Robert De Niro, Al Pacino e Joe Pesci nos principais papéis. O filme iniciou então a sua fase de pré-produção e escrita em 2007.
Dois anos depois, em julho de 2009, Brandt recebeu um telefonema de Robert De Niro, que já havia confirmado o seu interesse como protagonista, e agendou uma reunião entre os dois, Scorsese e o roteirista/argumentista Steven Zaillian, afim de falarem sobre o seu projecto cinematográfico. A reunião deveria durar uma hora, mas acabou por demorar quatro horas. Brandt disse que "o material era novo para eles" e Zaillian já tinha um roteiro pronto mas eram necessárias algumas reformulações. Brandt decidiu então criar um roteiro seu, explicando que "Zaillian é um grande escritor, não me interpretem mal [...] Eu queria registrar o material", mas com a demora da nova re-escrita, e as novas versões do material para iniciar as filmagens, o filme foi adiado no calendário de lançamentos da produtora de Scorsese. Forçado a por de lado o seu projecto, Scorsese dirigiu mais quatro filmes, Shutter Island (2010), Hugo (2011), O Lobo de Wall Street (2013) e Silêncio (2016), antes de retornar a The Irishman.
Em setembro de 2014, após anos de "inferno no desenvolvimento", Pacino confirmou que o filme seria o próximo projeto de Scorsese após Silêncio. Um ano depois, em outubro de 2015, De Niro afirmou que o filme poderia começar a ser filmado em 2016 e que Zaillian seria o argumentista/roteirista.

### Pré-produção
Em julho de 2017, Al Pacino e Joe Pesci confirmaram oficialmente a sua participação no elenco do filme, juntamente com Ray Romano, Bobby Cannavale e Harvey Keitel nas negociações finais. Pesci foi abordado 50 vezes antes de concordar em participar; De Niro desempenhou um papel importante em convencer Pesci a assumir o papel, dizendo "Temos que fazer isso. Quem sabe se haverá algo depois?".
Em setembro de 2017, Jack Huston, Stephen Graham, Domenick Lombardozzi, Jeremy Luke, Joseph Russo, Kathrine Narducci, Danny Abeckaser, JC MacKenzie e Craig Vincent juntaram-se ao elenco, assim como Gary Basaraba, Anna Paquin, Welker White, e Jesse Plemons em outubro, e mais tarde, Craig Di Francia Action Bronson, Sebastian Maniscalco e Paul Ben-Victor.

### Filmagens
Inicialmente, as filmagens estavam originalmente programadas para começar em agosto de 2017, em Nova York, e nos seus arredores até dezembro de 2017. Contudo, a fotografia principal apenas começou a 18 de setembro de 2017 e finalizou a 5 de março de 2018, perfazendo um total de 108 dias de filmagem. A fotografia foi filmada em filme de 35 mm, em 117 locais diferentes, com um total de 319 cenas.

### Pós-produção
O supervisor de efeitos visuais Robert Legato, da Industrial Light & Magic, realizou os efeitos do filme. Em agosto de 2015, Scorsese e De Niro fizeram um teste de imagem, recriando uma cena de Goodfellas (1990), para ver se seria possível rejuvenescê-los digitalmente. Scorsese disse que "o risco estava lá, e era isso. Nós apenas tentamos fazer o filme. Depois de dez anos sentados no sofá, [...] finalmente conseguimos." Em março de 2018, falando sobre o processo de envelhecimento e rejuvenescimento, Pacino disse à IndieWire: "Eu estava a interpretar o Jimmy Hoffa com 39 anos, e eles estão a fazer isso num computador [...] fizemos todos esses testes e coisas [ ...] e alguém vinha até mim e dizia: 'agora tens 39 anos'. Nesse momento, temos que nos lembrar de algum tipo de memória dos 39 anos, e o nosso corpo tenta-se acostumar a isso e a pensar dessa maneira. Eles estão sempre a relembrarem-nos"

### Financiamento e orçamento
Inicialmente, em maio de 2016, a produtora mexicana Fábrica de Cine ofereceu 100 milhões de dólares para financiar o filme, e através desse acordo a Paramount Pictures manteria os seus direitos domésticos. A IM Global também tentou concorrer pelos direitos de vendas internacionais do filme, contudo a STX Entertainment comprou os direitos de distribuição internacional por 50 milhões de dólares, superando outros estúdios como Universal Pictures, 20th Century Fox e Lionsgate. A Fábrica de Cine fechou o acordo e a Paramount manteve seus direitos domésticos.
Em fevereiro de 2017, a Paramount Pictures cancelou os direitos de distribuição doméstica, após o anúncio de que a Fábrica de Cine não financiaria o filme devido ao seu elevado custo de orçamento. A Netflix avançou então com uma proposta e comprou o filme por 105 milhões, concordando também com o financiamento de 125 milhões e um acordo para data de lançamento prevista para outubro de 2019. Em março de 2018, também foi relatado que o orçamento do filme havia aumentado de US $ 125 milhões para US $ 140 milhões, devido, em grande parte, pelos efeitos visuais necessários para fazer De Niro, Pacino e Pesci parecerem mais jovens em várias partes do filme. Em agosto daquele ano, o custo havia subido para US $ 175 milhões e, quando a pós-produção encerrou algumas tarefas, o valor apresentado era o de US $ 200 milhões.
Em agosto de 2019, foi relatado que o custo oficial do filme era de US$159 milhões.

## Trilha sonora
O músico canadense Robbie Robertson supervisionou a trilha sonora. Possui faixas de música originais e outras preexistentes.

## Lançamento
O Irlandês teve a sua estreia mundial no 57º Festival de Nova Iorque, a 27 de setembro de 2019. Está programado para ser exibido com um lançamento limitado a 1 de novembro de 2019 nos Estados Unidos e dia 14 de novembro de 2019 no Brasil em 19 salas e em 15 cidades escolhidas para reproduzir o filme. Em Portugal não houve acordo entre a Netflix e as empresas exibidoras no país, a razão do impasse é a tradicional "janela" de exibição exclusiva nos cinemas. No dia 27 de novembro de 2019 o filme tornou-se disponível no catálogo da Netflix para todos os países.

## Recepção

### Resposta da Crítica
No agregador de críticas Rotten Tomatoes, o filme possui uma classificação de aprovação de 95% com base em 451 críticas e com uma classificação média de 8,80/10. O consenso dos críticos revelam: "Um drama épico de gangster [...] o Irlandês encontra Martin Scorsese revisitando temas familiares com efeitos pungentes, engraçados e profundos". A Metacritic, que usa uma média ponderada, atribuiu ao filme uma pontuação de 94 em 100 com base em 55 críticos, indicando "aclamação universal".

### Resposta da Indústria Cinematográfica
O realizador Guillermo del Toro, comentou sobre o filme na sua conta do Twitter, comparando-o a Barry Lyndon, de Stanley Kubrick, definindo-o como uma "obra-prima" e "o corolário perfeito entre Goodfellas e Casino". Ava DuVernay também elogiou o filme no Twitter, escrevendo: "o tempo de duração é de 3 horas [...] Para mim, o tempo voou [...] Um filme feito por um cineasta que se sente livre. Que tem todas as ferramentas. O tempo todo. Todo o talento. E faz jus a isso. Uau."

## Prêmios e indicações
| Prêmio/evento      | Categoria                 | Recipiente                                                              | Resultado |
| ------------------ | ------------------------- | ----------------------------------------------------------------------- | --------- |
| Oscar 2020         | Melhor filme              | Robert De Niro, Jane Rosenthal, Martin Scorsese, Emma Tillinger Koskoff | Indicado  |
| Oscar 2020         | Melhor direção            | Martin Scorsese                                                         | Indicado  |
| Oscar 2020         | Melhor ator coadjuvante   | Al Pacino                                                               | Indicado  |
| Oscar 2020         | Melhor ator coadjuvante   | Joe Pesci                                                               | Indicado  |
| Oscar 2020         | Melhor roteiro adaptado   | Steven Zaillian                                                         | Indicado  |
| Oscar 2020         | Melhor fotografia         | Rodrigo Prieto                                                          | Indicado  |
| Oscar 2020         | Melhor design de produção | Bob Shaw e Regina Graves                                                | Indicado  |
| Oscar 2020         | Melhor figurino           | Sandy Powell e Christopher Peterson                                     | Indicado  |
| Oscar 2020         | Melhor edição             | Thelma Schoonmaker                                                      | Indicado  |
| Oscar 2020         | Melhores efeitos visuais  | Ivan Busquets, Leandro Estebecorena, Stephane Grabli, Pablo Helman      | Indicado  |
| Globo de Ouro 2020 | Melhor filme - drama      | Robert De Niro, Jane Rosenthal, Martin Scorsese, Emma Tillinger Koskoff | Indicado  |
| Globo de Ouro 2020 | Melhor direção            | Martin Scorsese                                                         | Indicado  |
| Globo de Ouro 2020 | Melhor ator coadjuvante   | Al Pacino                                                               | Indicado  |
| Globo de Ouro 2020 | Melhor ator coadjuvante   | Joe Pesci                                                               | Indicado  |
| Globo de Ouro 2020 | Melhor roteiro            | Steven Zaillian                                                         | Indicado  |
| BAFTA 2020         | Melhor filme              | Robert De Niro, Jane Rosenthal, Martin Scorsese, Emma Tillinger Koskoff | Indicado  |
| BAFTA 2020         | Melhor direção            | Martin Scorsese                                                         | Indicado  |
| BAFTA 2020         | Melhor ator coadjuvante   | Al Pacino                                                               | Indicado  |
| BAFTA 2020         | Melhor ator coadjuvante   | Joe Pesci                                                               | Indicado  |
| BAFTA 2020         | Melhor roteiro adaptado   | Steven Zaillian                                                         | Indicado  |
| BAFTA 2020         | Melhor fotografia         | Rodrigo Prieto                                                          | Indicado  |
| BAFTA 2020         | Melhor direção de arte    | Bob Shaw, Regina Graves                                                 | Indicado  |
| BAFTA 2020         | Melhor figurino           | Sandy Powell, Christopher Peterson                                      | Indicado  |
| BAFTA 2020         | Melhor edição             | Thelma Schoonmaker                                                      | Indicado  |
| BAFTA 2020         | Melhores efeitos visuais  | Ivan Busquets, Leandro Estebecorena, Stephane Grabli, Pablo Helman      | Indicado  |